# Sociedade Filarmónica Recreio dos Lavradores da Ribeirinha
A Sociedade Filarmónica Recreio dos Lavradores da Ribeirinha (Angra do Heroísmo) é uma Sociedade Filarmónica portuguesa chamando-se então Harmónica Recreio dos Lavradores da Ribeirinha, tendo sido fundada a 1 de Maio de 1889, e tendo como padroeira a Nossa Senhora do Rosário. 
A sua sede foi construída em 17 de Outubro 1896, junto à Igreja Paroquial São Pedro da Ribeirinha. Mais tarde, em 1977 teve de alterar os seus estatutos e passando a chamar-se, Sociedade Filarmónica Recreio dos Lavradores da Ribeirinha, facto que foi aproveitado para dar início à construção da nova sede social que foi inaugurada em Julho de 1989. 
Já no século XXI, remodelou novamente a sua Sede Social, dando origem a uma nova inauguração em 15 de Fevereiro de 2004. 
Esta filarmónica tem realizado diversas actuações ao longo dos anos, nas diversas freguesia da ilha Terceira, bem como digressões a outras ilhas dos Açores, continente português, Canadá e Ilha da Madeira.

## Referência
- Junta de Freguesia da Ribeirinha.